# Бензоилэкгонин
Бензои́лэкго́нин (химическая формула — C16H19NO4) — основной органический метаболит кокаина.

## История
Бензоилэкгонин — главный фармацевтический ингредиент в исследуемых Esterom-наркотиках. Является раствором для наружного применения, используемым для снятия боли в мышцах, однако раствор не одобрен «FDA» и на рынке в Соединенных Штатах.

## Фармакокинетика
Химически, бензоилэкгонин является бензоатом экгонина. Также является карбоновой кислотой метилового эфира кокаина. Это первичный метаболит кокаина.

## Исследования мочи
Смесь бензоилэкгонина используется в клинических анализах мочи на кокаин. Она образуется в печени в результате метаболизма кокаина, катализируется карбоксилэстеразами, и впоследствии выводится с мочой. Его может быть найдено в моче значительно больше, чем самого кокаина, который, как правило, выводится в течение 5 дней.

## Присутствие в питьевой воде
Бензоилэкгонин иногда обнаруживается в питьевой воде. В 2005 году, учёные выявили парадоксально высокую концентрацию бензоилэкгонина в водах итальянской реки По и использовали собранные данные для оценки числа потребителей кокаина в регионе. В 2006 году аналогичное исследование выполнено в швейцарском лыжном курорте Санкт-Мориц, где также использовали сточные воды для оценки ежедневного потребления кокаина населением. Исследование, выполненное в Великобритании, выявило в питьевой воде, наряду с карбамазепином (противосудорожное) и ибупрофеном (распространенный нестероидный противовоспалительный препарат), следы бензоилэкгонина. Однако исследователями отмечается, что концентрация этих веществ на несколько порядков ниже терапевтической дозы и, таким образом, не представляет угрозы для населения.
Предварительные исследования экологических систем выявили потенциальную опасность бензоилэкгонина, связанную с его токсичностью. Таким образом, в фармакологически значимых концентрациях, бензоилэкгонин способен оказать негативное экологическое воздействие.